# Jean Métral
Pour les articles homonymes, voir Métral.
Jean Métral est un universitaire français né le 15 avril 1933 à Seynod et mort le 15 mai 2002 à Annecy, spécialiste en sciences sociales du monde arabe.

## Biographie

### Au plus près des conflits du Moyen-Orient
Rattaché à la faculté des Lettres de Lyon 2, il a soutenu sa thèse de 3e cycle en ethnologie sur Les Druzes de Galilée. En janvier 1969, il effectue sa première mission du CNRS en Syrie pour la préparation de sa Thèse d’État intitulée Économie et société en Syrie du Nord. En raison des événements politiques en Syrie à ce moment-là, il abandonne temporairement son projet de thèse d’État. Détaché de 1969 à 1975 de l'université de Lyon 2 à l’École supérieure des lettres de Beyrouth, il a été le directeur de la section de sociologie. Aux côtés de son épouse alors enseignante à l’École supérieure des lettres de Beyrouth, la chercheuse en ethnologie Françoise Métral (née Françoise Gros le 18 janvier 1939 à Montpellier), et avec Alain Battegay alors coopérant à l'université libanaise de Beyrouth, il débute en 1974, un second projet de thèse d’État sur la communauté française du Liban. À nouveau, les événements ne lui permettront pas de terminer ses recherches sur le terrain et il rentrera avec France Métral dès le début officiel de la Guerre civile du Liban en 1975. 

### Anthropologue, sociologue et ethnologue
À son retour en France en juillet 1975, Jean Métral entreprend des recherches sur la mémoire ouvrière . Il participe au mouvement de l'Ethnologie rapatriée. Il devient Maître-assistant puis Maître de conférence à l'université Lumière Lyon 2. De 1978 à 1992, il est le fondateur et le Directeur de l'Institut de recherche sur le monde arabe contemporain (l'actuel Groupe de recherches et d'études sur la Méditerranée et le Moyen-Orient ) à la Maison de l'Orient et de la Méditerranée. Dans ce cadre, il dirige des thèmes de recherche (eau, steppes et pastoralisme) communs au GIS en les appréhendant avec archéologues, épigraphistes, historiens et géographes. Il effectue annuellement avec Françoise Métral  de 1977 à 1992 des missions de recherche  sur le terrain en Syrie qui auront successivement pour thème : l'irrigation, la réforme agraire et l'agriculture en Syrie (sur l’Oronte et L ‘Euphrate), les politiques urbaines dans le monde arabe, les espaces publics, la formation des petites villes  et la citadinité  (dans la Syrie centrale). Dans le cadre de la recherche sur le nomadisme et les mobilités, il « revisite » une ancienne petite cité caravanière de la Palmyrène, 50 ans après  sa mort annoncée par Alfred de Boucheman, et y étudie la réponse à l’aléatoire, la résilience des populations de la steppe, le fonctionnement en réseaux du commerce, la ville en archipel. En 1981, il est nommé membre du Conseil national du patrimoine ethnologique au ministère de la Culture. Il siège à la commission permanente et participe au comité scientifique de six appels d'offres sur la ville. De 1983 à 1987, il préside l'Association Rhône-Alpes d'anthropologie (ARA).

### Engagé en faveur du développement culturel
Jean Métral ne quittera pas la ville de Lyon depuis son retour en France. En 1988, il participe à la création d'un DESS « Développement culturel et direction de projets. » En 1991, il est responsable de la Licence et de la maîtrise « Conception et mise en œuvre de projets culturels. » En 1994,  il participe à la création du DU « Médiation, interculturalité, développement social. » En 1998, alors que l'enseignant-chercheur est officiellement à la retraite, il est nommé Responsable du programme interministériel « Culture, ville et dynamiques sociale. » De 1998 à 2002, il est Président de la Maison du Rhône (une administration culturelle créée par le Conseil départemental du Rhône, à Givors) et il s'implique dans la création du « Centre pour une anthropologie du fleuve. » Il décède brutalement, le 15 mai 2002, au Conservatoire d'Annecy (Haute-Savoie), lors d'une rencontre avec des survivants du maquis des Glières.

## Axes de réflexions
Jean Métral, en tant que spécialiste du Moyen-Orient, a régulièrement orienté ses réflexions sur le propos urbain. 

## Publications
- Métral J. (1967), Les Druzes de Galilée. Problèmes d'organisation sociale. Travaux du laboratoire d'ethnologie, thèse pour le Doctorat de troisième cycle, Université de Lyon, 250 p, consultable à la Médiathèque de la Maison méditerranéenne des sciences de l'homme d'Aix-en-Provence.

- Imam C., Malak I., Métral J.et F., Naffakh R., L'artisanat du verre à Damas, Institut Français de Damas, Bulletin d'études orientales, tome XXVII, Damas 1975, pp.141-181, consultable à la médiathèque de la MMSH. et en ligne à l'adresse suivante : https://halshs.archives-ouvertes.fr/hal-01348004/document

- Métral J., Sanlaville P. éds (1979), "Problèmes agraires en Syrie : l'eau, l'État, les paysans", Revue de géographie de Lyon, 3, pp. 229-325.

- Métral J., Sanlaville P. éds (1981), "L'Homme et l'eau en Méditerranée et au Proche-Orient", Travaux de la Maison de l'Orient (TMO), 3, Lyon, Maison de l'Orient, 142 p.

- Métral J., Mutin G. éds (1985), Politiques urbaines dans le monde arabe, Études sur le monde arabe 1, Lyon, Maison de l'Orient, 494 p.

- Louis P., Métral F., Métral J. éds (1987), L'Homme et l'eau en Méditerranée. IV-L'eau dans l'agriculture, Travaux de la Maison de l'Orient (TMO), 12, Lyon, Maison de l'Orient, 208 p.

- Métral J. ss la dir. de (1997), Les Aléas du lien social. Construction identitaire et culturelles dans la ville, Paris, Ministère de la Culture, La Documentation française, 206 p.

- Métral J. coordonné par (2000), Cultures en ville ou de l'art et du citadin, éditions de l'aube, 255 p.